# Louis-Agathe Berthaud
Pour les articles homonymes, voir Berthaud et Duplessy.
Louis-Agathe Berthaud, né le 23 janvier 1810 à Charolles (Saône-et-Loire) et mort le 17 juillet 1843 à Chaillot, est un écrivain, journaliste et poète français. Il a également publié sous les pseudonymes de Duplessy et Haud'Bert.

## Biographie

### Vie et œuvres
Fils d’un charpentier de Charolles, Louis-Agathe Berthaud y voit le jour le 23 janvier 1810.
Louis-Agathe Berthaud se tourne, de façon autodidacte, vers le journalisme et la poésie dès l'âge de 16 ans. Comme une grande partie de la jeunesse de l'époque, il salue en juillet 1830 les Trois Glorieuses, puis devient un membre actif de la presse d’opposition républicaine sous la monarchie de Juillet. Il écrit d'abord à Lyon dans le journal La Glaneuse, où il se fait l'écho des désillusions politiques et sociales des républicains, tout juste un an après la révolution de Juillet 1830 et l'avènement de la nouvelle monarchie de Louis-Philippe :
Où sont déjà les vaines garanties

Qui protégeaient votre jeune troupeau ?

En quelques mois toutes anéanties

…

La laine manque, on arrache la peau

…

Pauvres agneaux, bêlez, bêlez encore ;

Les loups sont revenus.
Dans La Glaneuse, L.-A. Berthaud soutient aussi en 1831 les revendications des Canuts insurgés, et publie dès ses 22 ans, en 1832, une satire hebdomadaire Asmodée : après huit jours d'écriture, le 10 janvier 1832, paraît dans une livraison de 8 pages le Prospectus, premier poème de cette satire qu'il publie jusqu'au dimanche 2 décembre de la même année. Puis, avec son frère de plume Jean-Pierre Veyrat, exilé politique savoyard, il publie d'avril 1833 à avril 1834 vingt-deux numéros d'une revue satirique hebdomadaire en vers, L'Homme rouge. Il se rapproche des saint-simoniens et participe au premier mouvement féministe en 1832, entretenant une relation sulfureuse avec son amante, la poétesse rebelle Sophie Grangé, "précurseur d'un féminisme naissant au début du XIXe siècle qu'on ne nommait pas encore". À 23 ans, en mars 1833, il est traduit devant les Assises du Rhône pour avoir injurié le roi , Louis-Philippe, dans une de ses poésies d'Asmodée, et, à cette occasion, choisit d’écrire lui-même sa plaidoirie en alexandrins qu’il déclame à la barre du tribunal, proclamant pour sa défense la liberté critique comme une caractéristique essentielle de tout artiste ; acquitté, il est porté en triomphe dans les rues de Lyon, et l’on s’arrache sa plaidoirie qu’un imprimeur lyonnais s’est immédiatement proposé d’éditer.
À la fin de l'année 1833, avec son ami Jean-Pierre Veyrat et accompagné de Jacques Arago, il s'installe à Paris, rue de Seine puis rue des Beaux-arts, où il collabore à plus d'une quinzaine de journaux, tels Le Bon Sens et Le Charivari, dernier journal dont il parvient à devenir le poète attitré à partir de 1838 et jusqu'à sa mort.
Dans l'ensemble de ces périodiques, il traite presque toujours, en vers ou en prose, des sujets ayant trait à des faits sociaux et politiques, comme la prostitution, la peine de mort, l'infanticide, le pouvoir des banquiers, l’arbitraire de la police, la censure, la mendicité, la malversation de certains politiques, la brutalité du système judiciaire, la corruption des élites gouvernementales ou le suffrage universel.
« En 1837, écrit son ami Philibert Audebrand, L.-A. Berthaud était un grand garçon, assez dégingandé, très incorrect dans sa mise, la figure mordue par le soleil du midi, mais toujours rasée; les traits, grossièrement sculptés, étaient plus nobles, si l'on excepte les yeux qui ne manquaient pas d'une certaine expression de clairvoyance et de douceur. Pour la voix, elle s'embrouillait dans les intonations du parler lyonnais et s'alliait assez heureusement avec la conversation tour à tour mystique et cynique qu'engageait le poète ».

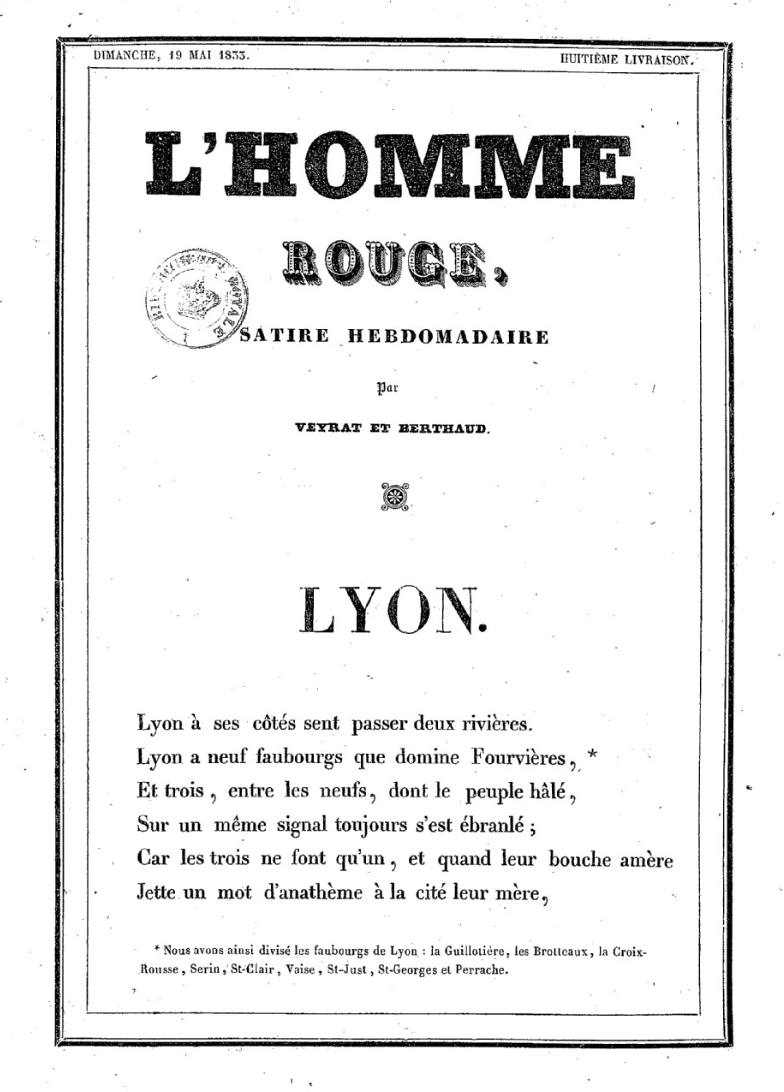
L'Homme Rouge, numéro « Lyon », 19 mai 1833, 8e livraison

Poète, chansonnier, essayiste, Louis-Agathe Berthaud est aussi l'auteur d'esquisses de mœurs, d'un roman, resté inachevé, et de plusieurs « nouvelles microscopiques en prose », selon l'expression de son ami Philibert Audebrand. Il est l'auteur de la pièce de théâtre Un mois à Naples, qu'il écrit sous le pseudonyme de "Duplessis" en collaboration avec Jacques Arago, et qui, après avoir été analysée et validée par les agents de la censure, est jouée à Paris au Théâtre du vaudeville le 11 août 1837. En 1840-1842, il collabore aux Français peints par eux-mêmes: moeurs contemporaines, projet éditorial de physiologies des métiers parisiens porté par l'éditeur Léon Curmer, d'abord publié sous forme de livraisons distribuées par abonnement, puis sous forme de 9 volumes vendus en librairie. Dans ce travail collectif, Berthaud signe plusieurs monographies : Les Mendiants (en vers), Les Dévoués (consacré aux vidangeurs), Les Chiffonniers, Le Goguettier (où il évoque les goguettes parisiennes qu'il fréquente) et Le Décrotteur.
Il meurt de phtisie à 33 ans, chez son frère charpentier, à Chaillot (ancien 1er arrondissement de Paris), 18 quai de Billy, le 17 juillet 1843, sous le nom d'état-civil « Louis Berthaud ». Il est inhumé au cimetière de Montmartre. Le 31 août 1843, le ministre de l'Instruction publique Abel-François Villemain, prend un arrêté ordonnançant « une somme de 125 francs au nom de M. Antony Deschamps, homme de lettres, pour subvenir aux frais d'inhumation de feu M. Berthaud ».
Dans différents écrits, Louis-Agathe Berthaud évoque la probité qui a toujours guidé son engagement d'écrivain : 
"Moi, qui n'ai de nom nulle part, qui ne vois ni premier ni dernier, et qui prends ma part de toutes les clartés qui montent à l'horizon, sans m'inquiéter du nom qu'elles portent à leur source; moi, qui brise ma plume lorsqu'il faut subir des mutilations, et qui me vante de toute cela, parce que c'est quelque chose aujourd'hui que la franchise de son individualité".

### Postérité
En 1838, ses amis artistes Jules Gubian, dans L'Entr'Acte lyonnais, Benjamin Roubaud, dans le Panthéon charivarique, et Gavarni, dans Le Charivari, ont réalisé son portrait. Ses amis écrivains Eugène de Lamerlière, Léon Boitel, Albert de Calvimont, Jacques Arago, A.-Sébastien Kauffmann, Marceline Desbordes-Valmore, Lucien de La Hodde, Philibert Audebrand, Auguste Luchet, Antony Deschamps, Louis Auguste Bertrand, Arsène Houssaye, Agénor Altaroche, Pierre Joigneaux ou Adolphe Dumas ont écrit quelques textes épars sur sa vie et son œuvre.
De son vivant, Louis-Agathe Berthaud n’a jamais réuni et publié ses textes, qui, au moment de sa mort en juillet 1843, sont restés dispersés dans les divers journaux auxquels il a collaboré. Son roman inachevé Le Chemin du ciel est publié après sa mort en feuilleton dans le journal La Réforme de Ferdinand Flocon.
Un projet d'édition posthume de ses textes, lancé en septembre 1843 par l'éditeur parisien Laurent-Antoine Pagnerre et les amis du poète défunt, échoue faute de souscriptions ; le manuscrit d'une trentaine de pages de la préface de ce projet d'édition, écrit par Adolphe Dumas, est encore à ce jour inédit. Une décennie plus tard, le projet de la poétesse Marie de Solms, qui souhaite également éditer certains écrits de Berthaud, et qui fut pourtant soutenu par Pierre-Jean de Béranger, est également avorté. En mars 2017, paraît la première anthologie de ses écrits aux éditions Plein Chant, illustrée en couverture de la reproduction d'un portrait à l'encre de Chine réalisé en 2016 par l'artiste franco-suisse Esther Tanner Marcoux d'après la lithographie de 1838 de Jules Gubian.
En mars 2021, le dramaturge Franck Leplus publie un monologue en 4 actes inspiré de la vie de Louis-Agathe Berthaud, Le Poète saute-ruisseau.

## Œuvre

### Anthologie
- Louis-Agathe Berthaud : bohème romantique et républicain, anthologie rassemblée et présentée par Camille Noé Marcoux, Bassac, Plein Chant, 2017, 320 p.  (ISBN 978-2-85452-329-4).

### Théâtre
- Avec Jacques Arago : Un mois à Naples, comédie-vaudeville en 1 acte, , Paris, Belin, 1837, 13 p.

### Poésie
- Avec A.-Sébastien Kauffmann : Asmodée, revue satirique en vers Perret, Lyon, 22 janvier - 11 décembre 1832 Lire en ligne sur Gallica.
- Avec Jean-Pierre Veyrat : L'Homme Rouge, Lyon, Perret, 1833-1834 Lire en ligne sur Gallica.
- Une voix dans Paris. Gisquétéïdes, Paris, Guillaumin, 1833, 52 p. Lire en ligne sur Gallica.
- La Moléïde, ou la Résurrection des morts, poème héroï-comique, Paris, Laisné, 1839, 42 p. Lire en ligne sur Gallica

### Divers
- Assises du Rhône. Audience du 25 mars 1833. Plaidoyer de L.-A. Berthaud, accusé d'offenses à la personne du Roi, Lyon, L.-A. Ayné, 1833, 8 p.